# Darrell Issa
Darrell Edward Issa (Cleveland, 1º de novembro de 1953) é um político e empresário norte-americano e membro da Câmara dos Representantes dos Estados Unidos pelo 50º distrito congressional da Califórnia. Filiado ao Partido Republicano, foi membro do Câmara dos Representantes dos Estados Unidos de 2001 a 2019.